# Peter Conrad (Soziologe)
Peter Conrad (* 12. April 1945 in New York City; † 3. März 2024 in Lincoln) war ein US-amerikanischer Soziologe, der als Professor an der Brandeis University forschte und lehrte. Er amtierte 1995/96 als Präsident der Society for the Study of Social Problems.

## Werdegang und Wirken
Conrad machte 1967 ein Bachelor-Examen an der University at Buffalo in Soziologie, 1969 ebenfalls in Soziologie ein Master-Examen an der Northeastern University und wurde 1976 an der Boston University zum Ph.D. promoviert. Nach Stationen als Assistant Professor an der Suffolk University, der Drake University und der New York University kam er 1976 an die Brandeis University, wo er zum Full Professor aufstieg.
Conrads Forschungsschwerpunkte waren die Gesundheits- und Medizinsoziologie sowie die Soziologie der Devianz. Er war Autor von 16 Büchern und veröffentlichte mehr als 100 Kapitel. Er verstarb im Alter von 78 Jahren in seinem Zuhause infolge einer Lungenentzündung. Ferner litt er an Parkinson, die 2014 diagnostiziert wurde.
Conrad war bis zu seinem Tod mit der Ärztin Libby Bradshaw verheiratet. Gemeinsam hatten sie mehrere Kinder und drei Enkel.

## Schriften (Auswahl)
- Mit Joseph W. Schneider: Having epilepsy. The experience and control of illness. Temple University Press, Philadelphia 1983, ISBN 0-87722-318-1.
- Identifying hyperactive children. The medicalization of deviant behavior. Ashgate, Aldershot/Burlington 2006, ISBN 0-7546-4518-5 (Neuauflage von 1976).
- Mit Joseph W. Schneider: Deviance and medicalization. From badness to sickness. Temple University Press, Philadelphia 1992; ISBN 0-87722-998-8 (Neuauflage von 1980).
- The medicalization of society. On the transformation of human conditions into treatable disorders. Johns Hopkins University Press, Baltimore 2007, ISBN 978-0-801-88584-6.
- Mitherausgeber: The sociology of health and illness. Critical perspectives. 10. Auflage, SAGE, Los Angeles 2019, ISBN 978-1-544-32624-5.